# Guido Kaschnitz von Weinberg
Le baron Guido Kaschnitz von Weinberg, né le 28 juin 1890 à Vienne et mort le 11 septembre 1958 à Francfort, est un archéologue classique autrichien qui fut directeur de l'Institut archéologique allemand de Rome. Il était l'époux de Marie-Luise von Holzing-Berstett, plus connue sous son nom de plume de Marie-Luise Kaschnitz.

## Carrière
Guido Kaschnitz von Weinberg est le fils d'un fonctionnaire, chef de section au ministère de la Défense. Il étudie à Vienne l'histoire de l'art et  l'archéologie classique. Il participe ensuite à des fouilles en Dalmatie et à des expéditions scientifiques en Grèce, en Afrique du Nord et en Égypte. Sa thèse Griechische Vasenmalerei der klassischen Zeit auprès du professeur Emil Reisch lui vaut le titre de doctor philosophiæ. En 1914, il effectue des fouilles à Céramique (Athènes), mais il est bientôt mobilisé comme officier pendant la Grande Guerre. Une fois la guerre terminée, il devient lecteur d'une maison d'édition à Munich. De 1923 à 1932, il est à Rome, où il travaille à l'Institut archéologique allemand de Rome et au musée du Vatican.
Sa thèse Die Struktur der griechischen Plastik, effectuée sous la direction de Hans Dragendorff, lui vaut d'être habilité à l'université de Fribourg-en-Brisgau en 1932. Il succède la même année comme professeur ordinaire à Bernhard Schweitzer à l'université de Königsberg. En 1937, Guido Kaschnitz von Weinberg devient professeur à l'université de Marbourg et en 1940 à l'université de Francfort dont il est professeur émérite en août 1955.
Il dirige l'Institut archéologique allemand de Rome de 1952 à 1956.
Tout au long de sa carrière, Guido Kaschnitz von Weinberg s'est surtout intéressé à la Grèce antique et à la Rome antique.

## Quelques œuvres
- Römische Porträts[3] (= Bibliothek der Kunstgeschichte.vol. 80). E. A. Seemann, Leipzig 1924.
- Die Grundlagen der antiken Kunst.[4] 2 vol. Klostermann, Frankfurt am Main 1944–1961;
  - Vol. 1: Die mittelmeerischen Grundlagen der antiken Kunst[5]. 1944;
  - Vol. 2: Die eurasischen Grundlagen der antiken Kunst.[6] 1961.
- Römische Kunst[7], éd. Helga von Heintze. 4 vol. Rowohlt, Reinbek bei Hamburg, 1961–1963; 
  - Vol. 1: Das Schöpferische in der römischen Kunst[8] (= Rowohlts deutsche Enzyklopädie. vol. 134, ZDB 985674-2). 1961;
  - Vol. 2: Zwischen Republik und Kaiserzeit. = Zwischen Republik und Kaiserreich[9] (= Rowohlts deutsche Enzyklopädie. vol. 137). 1961;
  - Vol. 3: Die Grundlagen der republikanischen Baukunst[10] (= Rowohlts deutsche Enzyklopädie. vol. 150). 1962;
  - Vol. 4: Die Baukunst im Kaiserreich[11] (= Rowohlts deutsche Enzyklopädie. vol. 165). 1963
- Ausgewählte Schriften.[12] en 3 volumes, Mann, Berlin 1965;
  - Vol. 1: Kleine Schriften zur Struktur, éd. Helga von Heintze. Avec une préface de Harald Keller et une notice biographique de l'auteur par Marie Luise Kaschnitz;
  - Vol. 2: Römische Bildnisse. Herausgegeben von Gerhard Kleiner und Helga von Heintze;
  - Vol. 3: Mittelmeerische Kunst. Eine Darstellung ihrer Strukturen. Aus dem Nachlass herausgegeben von Peter H. von Blanckenhagen und Helga von Heintze.

## Source
- (de) Cet article est partiellement ou en totalité issu de l’article de Wikipédia en allemand intitulé « Guido Kaschnitz von Weinberg » (voir la liste des auteurs).